# Farnabaz I.
Farnabaz I. je bio perzijski plemić i satrap Frigije (nakon 455. pr. Kr.). Na mjesto satrapa došao je naslijedivši svog oca Artabaza I. Njegova perzijska obitelj pripadala je plemićkoj eliti; osnivačem obitelji smatrao se Farnabazov djed Farnak I. čiji je nećak Darije I. Veliki postao vladarom Perzijskog Carstva. S obzirom na nedostatak povijesnih izvora, o životu Farnabaza I. se zna vrlo malo, no pretpostavlja se kako je 455. pr. Kr. postao satrapom odnosno pokrajinskim namjesnikom u Frigiji (današnja sjeverozapadna Turska). Farnabaza je 430. pr. Kr. naslijedio njegov sin Farnak II. Prema teorijama nekih povjesničara Farnabaz I. nije bio satrap već je služio svog oca Artabaza, kojeg je pak izravno nasljedio njegov unuk, odnosno Farnabazov sin Farnak II.

## Poveznice
- Perzijsko Carstvo
- Farnak I.
- Artabaz
- Farnak II.
- Farnabaz II.

| Prethodnik:                      | Satrap Frigije (455. - 430. pr. Kr.) | Nasljednik:                      |
| Artabaz I. (477. - 455. pr. Kr.) | Satrap Frigije (455. - 430. pr. Kr.) | Farnak II. (430. - 422. pr. Kr.) |

## Vanjske poveznice
- Farnabaz I. (Livius.org)  Arhivirana inačica izvorne stranice od 17. ožujka 2009. (Wayback Machine)
- Farnabaz (Pharnabazus), AncientLibrary.com